# Araneus alboventris
Araneus alboventris là một loài nhện trong họ Araneidae.
Loài này thuộc chi Araneus. Araneus alboventris được James Henry Emerton miêu tả năm 1884.